# María Luisa Segoviano
María Luisa Segoviano Astaburuaga (/maˈɾia ˈlwisa seɣoˈβjano astaβuˈɾwaɣa/), née en 1950 à Valladolid, est une magistrate espagnole. Elle est magistrate du Tribunal constitutionnel depuis 2022.

## Formation et vie professionnelle
María Luisa Segoviano Astaburuaga naît en en 1950 à Valladolid. Son père est juge et sa mère titulaire d'une licence en droit de l'université de Valladolid. María Luisa Segoviano obtient, à la suite de ses études supérieures, le même diplôme dans la même université.

### Débuts dans le monde judiciaire
La carrière professionnelle de María Luisa Segoviano commence en 1974, après qu'elle a passé avec succès le concours de greffière, en spécialité droit du travail. Elle est d'abord affectée à Barcelone, puis Palencia et enfin, Valladolid.
En 1987, elle devient magistrate en qualité de juriste aux qualités professionnelles reconnues. Elle obtient, cette même année, son premier poste à Bilbao, au tribunal de première instance et d'instruction. Elle est mutée, deux ans plus tard, à Valladolid, comme juge au tribunal social.

### Juge de haute cour
María Luisa Segoviano accède en 1996 au tribunal supérieur de justice de Castille-et-León, qui siège à Burgos, rejoignant la chambre sociale en qualité de présidente. Elle conserve cette responsabilité pendant une décennie, puis intègre en 2006 du Tribunal suprême. Entre 2012 et 2017, elle siège à la commission électorale centrale (JEC), où elle revient à partir de 2020.
En 2020, elle est élue présidente de la chambre sociale par 19 voix sur 21 au Conseil général du pouvoir judiciaire (CGPJ), devenant la première femme dans l'histoire à présider une chambre du Tribunal suprême. Elle prend sa retraite en octobre 2022.

## Juge constitutionnelle
À la fin de l'été 2022, alors que le CGPJ ne parvient pas, en raison du blocage d'une minorité de ses membres issus du secteur conservateur, à désigner les deux juges constitutionnels qui lui reviennent dans le cadre du renouvellement triennal du Tribunal constitutionnel, María Luisa Segoviano écrit au président du Conseil, Carlos Lesmes, pour lui faire part de sa disponibilité. Le secteur progressiste l'inclut alors dans une liste de pré-candidats, mais il défend finalement la candidature de José Manuel Bandrés.
Après que le CGPJ a échoué à nommer ses deux juges, faute pour les candidats proposés d'avoir atteint la majorité qualifiée requise, le 20 décembre, les conservateurs proposent le nom de María Luisa Segoviano en complément de leur propre candidat, César Tolosa. Dans un premier temps, les progressistes insistent sur la candidature de Bandrés, avant de soutenir celle de Segoviano, permettant les deux nominations à l'unanimité le 27 décembre.
Le Tribunal constitutionnel se réunit le 28 décembre et confirme à l'unanimité qu'ils remplissent les conditions requises pour y siéger, à savoir être de nationalité espagnole et juriste aux compétences reconnues avec une carrière d'au moins quinze ans. Trois jours plus tard, les quatre nouveaux juges prêtent serment au palais de la Zarzuela devant le roi, Felipe VI, le président du gouvernement, Pedro Sánchez, la présidente du Congrès des députés, Meritxell Batet, le président du Sénat, Ander Gil, le président du Tribunal constitutionnel, Pedro González-Trevijano, et le président suppléant du Conseil du pouvoir judiciaire, Rafael Mozo.